# Roland Luc Béchoff
Roland Luc Béchoff, né le 28 juillet 1906 à Paris et décédé le 1er janvier 2006 à La Rochelle, est un pilote de chasse de la Seconde Guerre mondiale et un homme politique français.

## Biographie
Il est diplômé de HEC et docteur en droit.
Sous-préfet, il s'engage en 1939 comme officier-pilote de chasse.
Il rejoint Londres par les Pyrénées, l'Espagne et le Portugal.
Il a été pilote des Forces aériennes françaises libres (FAFL) dans le Royal Air Force Squadron no 340 (Free French), alias le Groupe de chasse G.C 4/2 "Île-de-France" et dans le Squadron no 611.
Après la guerre, il retourne dans l'administration en tant que préfet de la Haute-Loire du 15 juillet 1945 au 24 juillet 1946, 
préfet de l'Orne du 24 juillet 1946 au 4 mai 1950, puis préfet de La Réunion du 1er juin 1950 au 4 juillet 1952.
Il est nommé ensuite préfet de la Savoie le 29 janvier, préfet du Morbihan le 19 mars 1957 ; préfet de Loir-et-Cher le 25 avril 1957 et préfet des Oasis le 27 septembre 1957.

## Décorations
- Officier de la Légion d'honneur (1945)
- Croix de guerre 1939–1945
- Officier de l'ordre du Mérite saharien (1960)[3]